# Freie Stadt Mainz

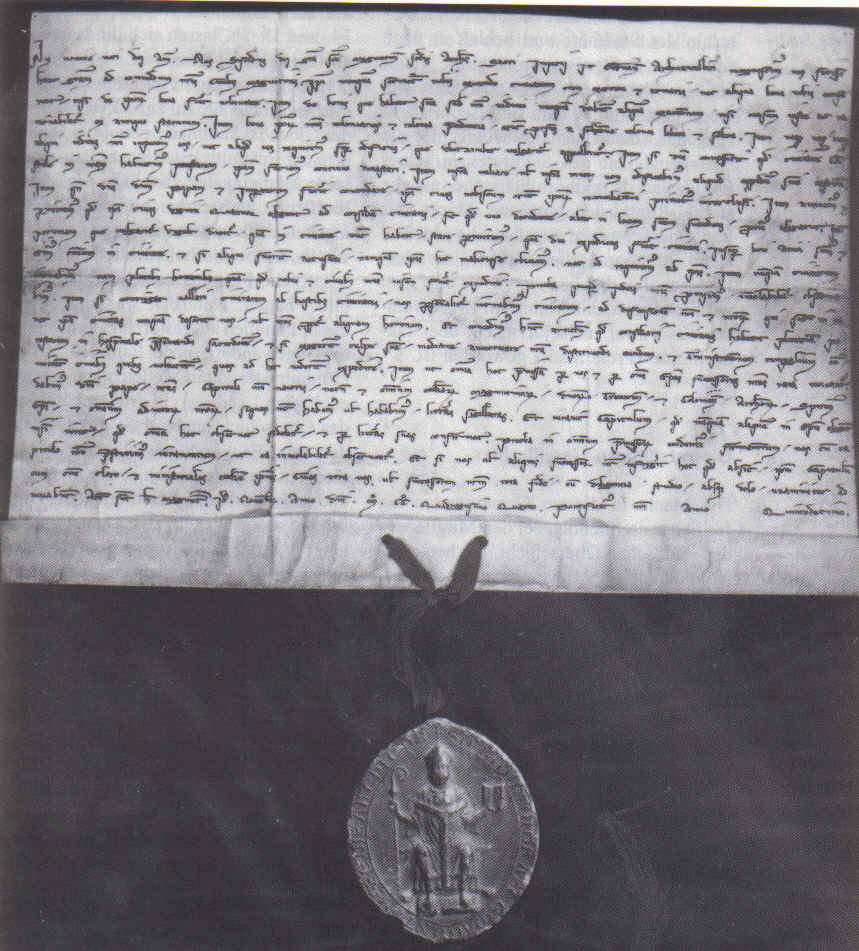
Das Stadtprivileg Siegfrieds III. von Eppstein von 1244.

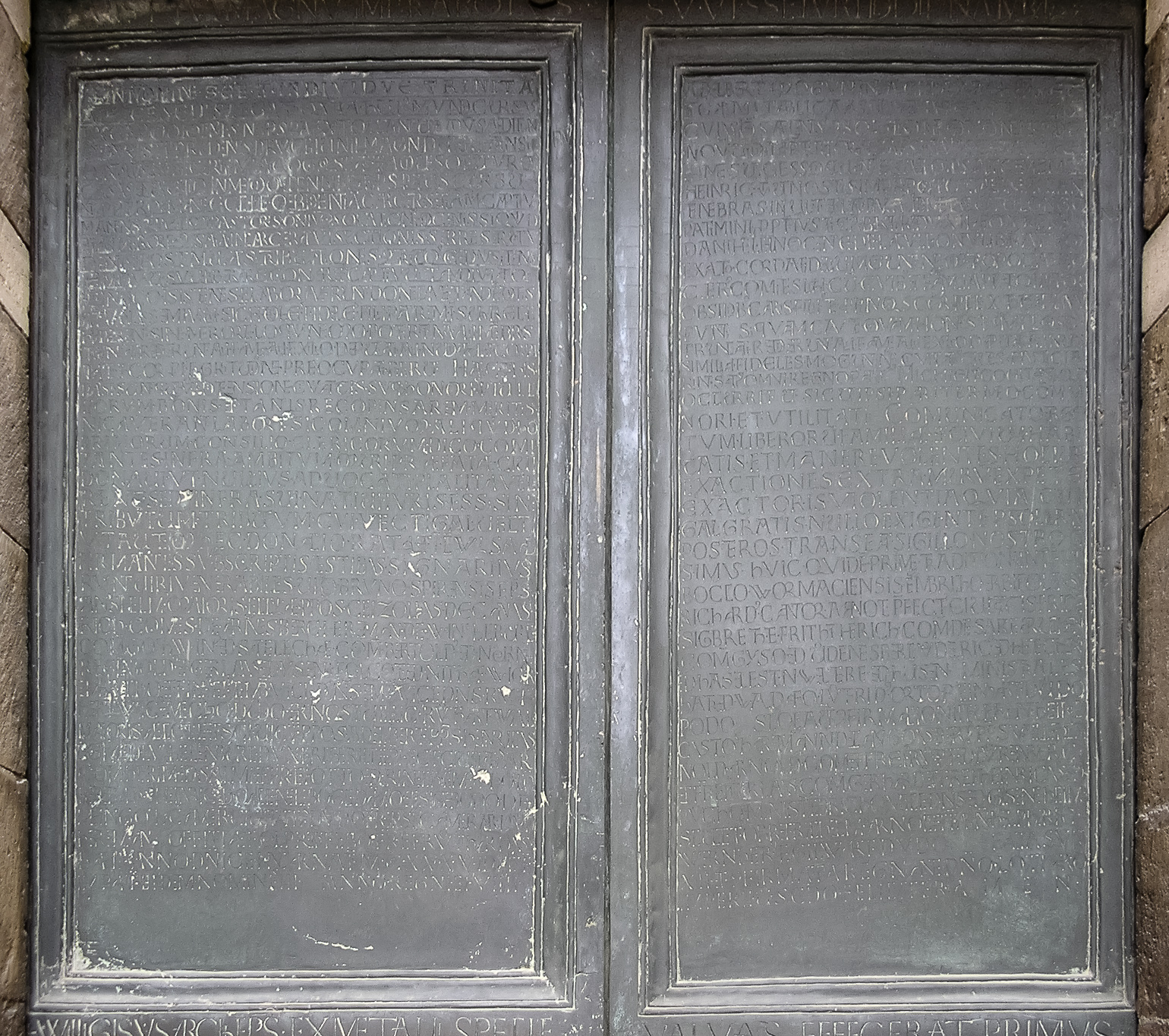
Das Freiheitsprivileg Adalberts I v. Saarbrücken, eingegraben in die Bronzetüren des Willigis (heute Marktportal des Mainzer Doms).

Die Freie Stadt Mainz bestand von der Verleihung des Freiheitsprivilegs durch Erzbischof Siegfried III. von Eppstein 1244 bis zum Ende der Mainzer Stiftsfehde 1462. Diese Epoche, in der Mainz eine weitgehende Autonomie genoss, insbesondere die Zeit bis 1328, gilt als Blütezeit seiner Stadtgeschichte. Als „Freie Städte“ – nicht zu verwechseln mit den „Reichsstädten“ – bezeichnet man jene Kommunen, die sich während des Mittelalters ganz oder teilweise von der Oberherrschaft ihres Bischofs emanzipieren konnten. Da der Begriff in der Reichsverfassung nicht institutionell beschrieben ist, muss der Begriff „Freie Stadt“ jeweils gesondert definiert werden. Im Fall von Mainz etwa verblieben dem Erzbischof einzelne stadtherrliche Rechte.

## Geschichte

### Vorgeschichte

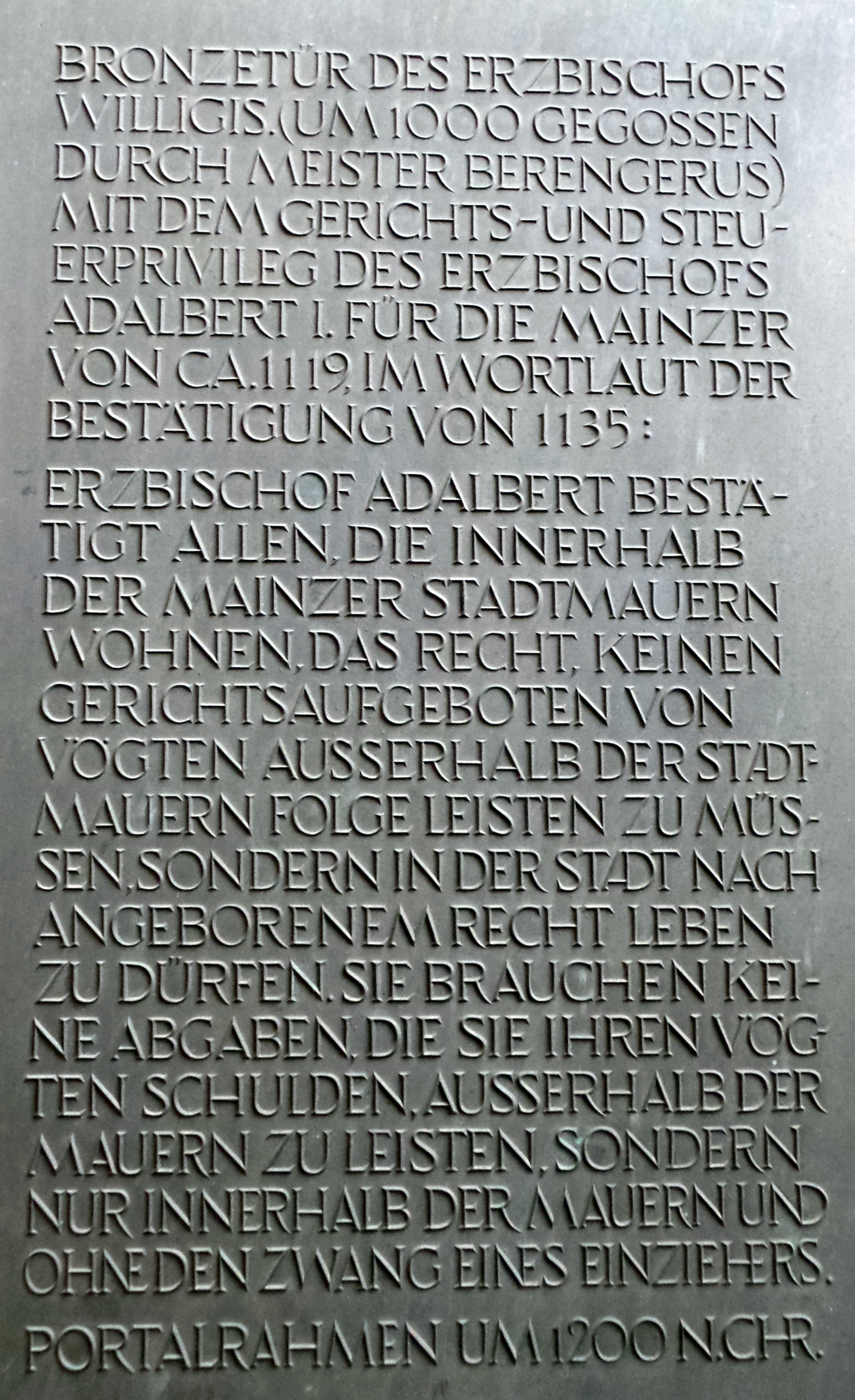
Das Gerichts- und Steuerprivileg im Wortlaut der Bestätigung von 1135. Die moderne Tafel ist neben dem Marktportal mit seinen Bronzetüren, auf denen das Stadtprivileg eingraviert ist, angebracht.

Die Geschichte der Stadt Mainz wurde immer maßgeblich von ihrer Funktion als Residenz bzw. Kathedralsitzes ihres Kurfürsten bzw. (Erz-)Bischofs bestimmt. Schon seit Bischof Sidonius (um 565), endgültig aber seit der Erhebung des Bistums zum Erzbistum 780/82 übte der jeweilige Inhaber der bischöflichen Gewalt mehr oder weniger die Stadtherrschaft aus. Im 9. und 10. Jahrhundert errangen die Erzbischöfe die Rechte über Markt, Zoll und Münze, befehligten die Stadtbefestigung, übten Einfluss auf den übrigen Adel aus und hatten die Herrschaft über die Gerichte inne. Den größten Einfluss auf die Entwicklung hatten die Erzbischöfe Wilhelm (954–968) und Willigis (975–1011). Die direkte Ausübung dieser Grafenrechte des Erzbischofs lag aber bei dem adeligen Stadtvogt, über dessen Einsetzung der Kaiser wachte und der in den Mainzer Quellen meist nur als „Stadtgraf“ oder „Burggraf“ auftaucht. Dieser Stadtgraf konnte zu einem ernsthaften Gegenspieler eines möglicherweise schwachen Erzbischofs werden. Im Laufe des 12. Jahrhunderts wurde der Herrschaftsbereich des Stadtgrafen jedoch immer kleiner, was vor allem daran lag, dass geistliche Stätten und deren Wirtschaftsgebäude seiner Gewalt entzogen waren. Diese machten jedoch einen immer größeren Teil der Stadt aus. So konnte der Erzbischof seine alleinige Stadtherrschaft bedeutend festigen.
Ein großes Ärgernis für die Bürger jener Zeit waren Burgen, die um die Stadt herumlagen und deren Vögte von ihnen Steuern und Wegzölle verlangen konnten. Dazu gehörten die Burgen von Weisenau, Ingelheim (Ingelheimer Kaiserpfalz) und Burg Landskron (Oppenheim). Das Bemühen der Bürger, sich von diesen Bürden zu befreien, um freieren Handel treiben zu können, war ein entscheidender Faktor auf dem Weg zu Stadtfreiheit. Dies zeigte sich schon bei der Erringung der ersten Freiheitsprivilegien zu Beginn des 12. Jahrhunderts. 1112 hatte sich der Mainzer Erzbischof Adalbert I. von Saarbrücken mit Kaiser Heinrich V. überworfen und war von diesem für drei Jahre (vermutlich auf der Burg Trifels) eingesperrt worden. Als Heinrich V. 1115 in der Stadt weilte, überfielen die Bürger mit Unterstützung des Stadtgrafen die kaiserliche Pfalz und erzwangen die Freilassung des Erzbischofs. Adalbert, der sich nun von weiteren Gefahren befreien wollte, zerstörte anschließend mit Hilfe der Bürger die von gegnerischen Fürsten in Oppenheim errichtete Burg und verlieh den Bürgern zum Dank für ihre Unterstützung das erste Privileg, welches aber nicht mehr genau datiert werden kann. Sicher ist nur, dass die Verleihung zwischen 1119 und 1122 stattgefunden hat. Im Wesentlichen enthielt es das Recht, innerhalb der Mauern nach angestammtem Recht leben zu können und dort auch den alleinigen Gerichtsstand zu haben. Mainzer Bürger mussten sich fortan nicht mehr vor auswärtigen Vögten verantworten. Adalbert bestätigte 1135 das Privileg und ließ es in die Bronzetürflügel des Willigis eingraben. Die Türen bilden heute das Marktportal des Mainzer Doms, wo das Privileg noch heute zu lesen ist.
Dieses Privileg gilt zwar als erstes seiner Art, das den Mainzern verliehen wurde, doch die Stadtherrschaft des Erzbischofs schmälerte es nur marginal. Die Freiheit genossen die Bürger weiterhin nur im Rahmen der erzbischöflichen Gewalt. Adalbert verstand es zu verhindern, dass sich die Bürger auch von anderen Gewalten wie etwa Kaiser oder Papst derartige Privilegien einräumen ließen. Trotzdem bezeugen spätere Urkunden, dass sich auch unter diesen eingeschränkten Bedingungen langsam die Vorläufer einer bürgerlichen Selbstverwaltung – zunächst wohl in Form loser Kollegien – bildete.
Ihre Privilegien blieben den Bürgern jedoch nicht allzu lange erhalten. Im Jahr 1153 hatte Friedrich I. Barbarossa den ihm nicht genehmen Erzbischof Heinrich I. abgesetzt und den ihm loyalen Arnold von Selenhofen an seiner Stelle eingesetzt. Dieser hatte ihm zum Dank in seine zahlreichen Kriege zu folgen, die jeweils riesige Summen verschlangen. Doch als Arnold dieses Geld durch neue Steuern eintreiben wollte, weigerten sich die Bürger mit Verweis auf das Adalbertsprivileg. 1158 und 1159 kam es zu schweren Auseinandersetzungen der Bürgerschaft mit dem unbeliebten Erzbischof, die jeweils mit Sühneerklärungen der Mainzer endeten. Arnold vertraute auf diese und kehrte 1160 in die Stadt zurück, wo er jedoch einen Tag später, am 24. Juni 1160 von aufgebrachten Bürgern erschlagen wurde.
Bischofsmord galt damals als besonders schweres Sakrileg, so dass die Bürger zunächst exkommuniziert und dann vom Papst gebannt wurden. 1163 folgte die Strafe des Kaisers: Friedrich I. entzog der Stadt alle Rechte und Privilegien, außerdem ließ er die Stadtmauern einreißen. Dadurch lag Mainz mitten im Fehde-reichen Mittelalter für einige Jahre völlig schutzlos da. Die erste Stadtfreiheit war beendet.

### Städtische Freiheitsrechte
Die sich im Hochmittelalter entwickelnden städtischen Freiheitsrechte werden oft unter dem Begriff Freie Reichsstadt zusammengefasst. Tatsächlich ist dieser Begriff jedoch das Ergebnis einer neuzeitlichen Verwischung zweier unterschiedlicher Begriffe. Ursprünglich wurde zwischen Reichsstadt und Freier Stadt unterschieden. Reichsstädte waren solche, die keinem landesherrlichen Regiment unterworfen waren, sondern unmittelbar der Zentralgewalt – also dem Kaiser – unterstanden. Die Freien Städte dagegen hatten sich von ihrer (erz-)bischöflichen Herrschaft befreit und waren auch dem Kaiser gegenüber nicht mehr zur Abgabe von Steuern und zur Leistung von Kriegsdiensten (außer Kreuzzügen) verpflichtet. Mithin besaßen die Freien Städte auf dem Papier größere Freiheiten als die Reichsstädte, mussten sich diese aber ständig neu bestätigen lassen. Letztendlich entschieden nicht Privilegien, Rechte oder Pflichten die wirkliche Bedeutung einer Stadt im Reich, sondern ihr unmittelbar geltend gemachter Einfluss. Zu den Freien Städten gehörte neben Mainz auch Basel, Straßburg, Augsburg, Regensburg, Köln, Worms und Speyer.

### Entwicklung zur Freien Stadt
Der Weg hin zur Freien Stadt begann für Mainz schon kurz nach den Strafen, die auf den Bischofsmord folgten. Diese waren offenbar nur exemplarisch zur Abschreckung und kurzfristig zu verstehen, denn schon bald wurden die Mauern wieder aufgerichtet und Beteiligte am Mord durch den Kaiser in ihre alten Machtpositionen zurückversetzt. Der Kaiser hielt in den 1180er Jahren gar zwei glanzvolle Hoftage in Mainz ab. So begann die Stadt schon bald wieder zu prosperieren, mitgezogen vom allgemeinen Aufstieg des Stadtwesens im 13. Jahrhundert. 1226 schlossen die Mainzer mit den Bürgern der Städte Worms, Speyer, Bingen sowie den Reichsstädten Frankfurt am Main, Gelnhausen, Friedberg und möglicherweise Oppenheim ein erstes Städtebündnis, über das allerdings nichts bekannt ist und das relativ bald auf Druck der Fürsten durch den König aufgehoben wurde.
Zehn Jahre später, 1236, empfingen die Mainzer Bürger wieder einige Privilegien, erstmals durch einen Kaiser, nämlich (Friedrich II.), was die Erzbischöfe bisher immer hatten verhindern können. Friedrich II. war schon 1235 nach Mainz gekommen, um dort den so genannten Reichslandfrieden oder auch Mainzer Landfrieden zu verkünden. Die von ihm an die Bürgerschaft verliehenen Rechte umfassten wiederum das Gerichtsstandsprivileg und Steuerfreiheiten.

### Pontifikat Siegfrieds III. von Eppstein

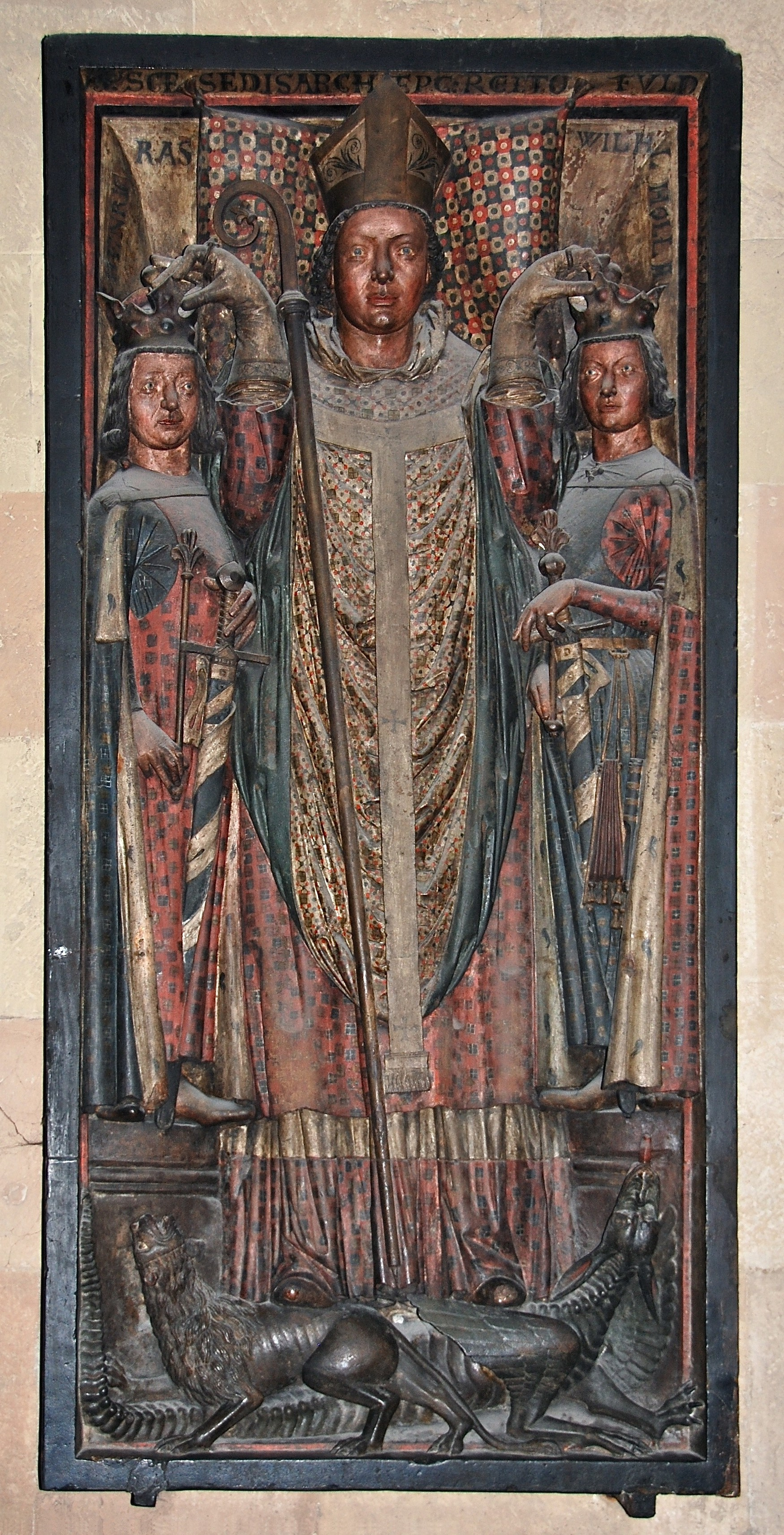
Grabdenkmal Erzbischof Siegfrieds III. von Eppstein im Mainzer Dom

Entscheidend für die Erreichung der Stadtfreiheit wurde die damals tobende Fehde zwischen dem Papst und den Staufern und die Amtszeit des Erzbischofs Siegfried III. von Eppstein. Der seit 1230 amtierende Kurfürst war 1237 auch Reichsverweser nördlich der Alpen geworden. 1241 trat er auf die päpstliche Seite, woraufhin der seit 1239 in Italien tobende Krieg zwischen Papst und Kaiser auch im Rhein-Main-Gebiet ausgefochten wurde. Die Mainzer Bürgerschaft nutzte den Konflikt aus, bezog – obwohl zu den Staufern tendierend – keine klare Position und ließ sich von beiden Seiten umwerben. Eine befestigte Stadt wie Mainz auf der eigenen Seite zu haben, war in derartigen Konflikten ein entscheidender Vorteil. Die kriegführenden Parteien taten daher alles, um sich das Wohlwollen der Bürgerschaft zu sichern und sprachen ihr verschiedene Rechte zu wie z. B. das von König Konrad IV. verliehene Reichszollprivileg. Eine klare Stellungnahme für eine Partei aber gab die Stadt schon wegen der unmittelbaren Nähe der Kämpfe, die die Stadt im Fall einer Parteinahme gefährdet hätten, zunächst nicht ab.

### Freiheitsprivileg von 1244
Eine Wendung in dieser Politik zeichnete sich erst 1243 ab. Der staufische Kommandant der Festung Kastel auf der anderen Rheinseite gegenüber der Stadt gelegen provozierte mit seiner Ignorierung des königlichen Reichszollprivilegs eine antistaufische Stimmung unter den Bürgern. Die Mainzer nahmen schließlich den Verlust der Reichszollfreiheit in Kauf und nahmen 1244 Partei für die päpstliche Seite. Aus welchem Anlass dies ganz konkret geschah, ist aber nicht bekannt, ebenso wenig wie es die Bürgerschaft erreichte, Siegfried III. zu seinen weitgehenden Zugeständnissen in seinem Stadtprivileg zu bringen. Vermutungen gehen dahin, dass der Erzbischof dies nur als Gefangener der Bürgerschaft hätte geschehen lassen. Beweisen lässt sich das jedoch nicht.
Fest steht, dass Erzbischof Siegfried III. von Eppstein den Bürgern am 13. November 1244 ein umfassendes Freiheitsprivileg verlieh. Abgesichert wurde es durch Bestätigungen des Papstes, der Erzbischöfe von Köln und Trier, des Bischofs von Speyer sowie aller anderen Bundesgenossen. Des Weiteren schwor das Mainzer Domkapitel, jeden künftigen Erzbischof zur Einhaltung der Privilegien zu verpflichten.

#### Inhalt
Das Freiheitsprivileg ging über alle Rechte und Freiheiten hinaus, die die Mainzer Bürger bis dahin jemals genossen hatten. Der Erzbischof bestätigte darin alle früheren Rechte auf einen eigenen Gerichtsstand in der Stadt und diverse Abgabenfreiheiten. Zudem richtete er in Artikel 8 einen 24-köpfigen durch die Bürgerschaft gewählten Stadtrat ein. Dieser Rat erhielt zunächst Rechte über die Verwaltung des Spitals und die Beseitigung unerlaubten Überbaus der Straße, woraus sich im Laufe der Zeit eine Art von baupolizeilicher Ordnungsbehörde entwickelte. Außerdem mussten die Bürger dem Erzbischof keine Kriegsdienste mehr außerhalb der Stadt leisten. Auch zur Finanzierung solcher Unternehmen konnten sie gegen ihren Willen nicht mehr herangezogen werden.
Des Weiteren enthielt das Freiheitsprivileg Bestimmungen über gegenseitigen Beistand und Wohlwollen, welches die Beziehung zwischen Erzbischof und Bürgerschaft auf die Grundlage der Gleichberechtigung stellte. Der Erzbischof verpflichtete sich, die Mainzer vom lästigen Kastel zu befreien und im Umkreis von über 7 km jenseits der Stadtgrenzen keine befestigten Anlagen anzulegen. Schließlich versprach er das Festhalten am so genannten „Judenschutz“; siehe Magenza.
Zwar blieb der Erzbischof formal weiterhin Oberhaupt der Stadt, doch der unabhängige Rat und die erhaltenen juristischen, wirtschaftlichen und militärischen Rechte hatten aus Mainz eine Freie Stadt gemacht, die sich auf einer Art von kommunaler Ebene nun selbst verwalten konnte.

#### Zusammensetzung des Stadtrats
Der Stadtrat war in seiner Zusammensetzung und Machtverteilung ein Kind seiner Zeit. Das Sagen hatte anfangs fast ausschließlich das „Patriziat“, die städtische Oberschicht. Erst 1332 drängten sich auch die Zünfte in die Stadtverwaltung. Eine Offenheit für alle Gesellschaftsschichten gab es jedoch nie.

### Erste Jahre
Die ersten Jahre der Freien Stadt waren noch immer vom Stauferkrieg geprägt. Die Mainzer nutzten die Kämpfe geschickt für ihre Zwecke aus und zerstörten dabei die Burg Weisenau, die der Bürgerschaft von jeher ein Dorn im Auge gewesen war. Nach der Zerstörung Kastels durch Siegfried III. im Dezember 1244 waren damit alle größeren Wehranlagen in unmittelbarer Nähe der Stadt verschwunden. Der gegen die Staufer kämpfende Gegenkönig Wilhelm von Holland zog sich ab 1250 in den Schutz der Mainzer Stadtmauern zurück und verlieh den Bürgern wie schon zuvor Konrad IV. das Zollprivileg, bevorzugte Behandlung vor königlichen Gerichten und ein Bauverbot für Befestigungen in einem Umkreis von 30 km um die Stadt. Außerdem gelang es den Bürgern, ihre Gemarkung auf Teile des Weisenauer Gebiets auszudehnen.

### Rheinischer Städtebund
Die Unsicherheit des politischen Kräfteverhältnisses und ständige kleine Konflikte auf dem Reichsgebiet bewogen die Städte Mainz und Worms im Februar 1254, ein Schutzbündnis zu schließen. Schon bald traten Oppenheim und Bingen dem Bündnis bei. Ziel war es, mit vereinten Kräften den Landfrieden – den die Städte zum Handel treiben brauchten – im Reich wiederherzustellen. Schon bald weitete sich das lokale Bündnis zu einem neuartigen und überregionalen Zusammenschluss aus, dem Rheinischen Städtebund. Dieser Bund umfasste schließlich mehr als 100 Städte – und die geistlichen Kurfürsten. Urheber dieser politischen Einigung war der (dürftigen) Quellenlage zufolge der Mainzer Patriziers Arnold Walpod (Walpod = Gewaltbote, Inhaber der Polizeigewalt). Der Rheinische Städtebund, auf dessen Grundlage das Reich hätte reformiert werden können, hätte die Historie der Freien Stadt Mainz wohl entscheidend beeinflusst, doch nach dem plötzlichen Tod Wilhelms von Holland am 28. Januar 1256 begann rasch der Niedergang des Städtebunds.

### Bis zum Ende des Interregnums 1273
Nachdem der Städtebund auseinandergebrochen war, begann der Bürgerkrieg von neuem. Die Herstellung einer neuen Landfriedensordnung war daher das primäre Ziel der Bürgerschaft und dem neuen Erzbischof Werner von Eppstein (1259–1284). Dazu stellten die Städte Mainz, Worms und Oppenheim zunächst schon am 29. Juni 1259 den alten Städtebund wieder her. Erzbischof Werner bemühte sich während seines langen Pontifikats um den Friedensschluss mit den benachbarten Fürsten, der allein einen dauerhaften Landfrieden gewähren konnte. Dazu schloss er zunächst am 21. Juni 1264 ein Bündnis mit dem Kurfürsten der Pfalz, der zugleich Herzog von Bayern war. Dieses Bündnis war ein Vorläufer der späteren Kurvereine, welche jedoch – da auf breiterer Basis stehend – ungleich wirkungsvoller waren. Das Bündnis von 1264 bezog sich zunächst nämlich nur auf die mittelrheinischen Besitzungen der beteiligten Fürsten, hatte also nur lokale Auswirkungen. Doch schon 1265 gelang es dem Erzbischof beim Beschluss des wetterauischen Landfriedens, alle wichtigen Mächte dieser Gegend zum Beitritt zu bewegen.
Die Städtebünde und Landfriedensordnungen blieben für das deutsche Spätmittelalter bezeichnend. In einer Zeit des durch die „Confoederatio cum principibus ecclesiasticis“ entmachteten zentralen Königtums und den aufstrebenden Territorialfürsten konnten allein diese Schutzabsprachen den Frieden sichern, den insbesondere die Städte für den Handel dringend benötigten.
Doch diese Landfriedensordnungen waren nur von regionaler Gültigkeit. Erst 1269 wurde auf dem Reichstag zu Worms ein allgemeiner königlicher Landfrieden beschlossen. Zwar besaß auch dieser neue Landfriedensschluss keine Ausstrahlung über das ganze Reichsgebiet, jedoch wurde er zumindest am Rhein eingehalten. Zum Hüter des neuen Landfriedens ernannte König Richard Cornwall, der praktisch ohne Herrschergewalt war, Werner von Eppstein. Dessen Pontifikat war bereits von den ersten Konflikten zwischen Stadtgeistlichkeit und Bürgertum seit der Verleihung der Stadtfreiheit überschattet. Der Grund – wie auch schon in vorhergehenden Zeiten – dieser Streitigkeiten war, dass die Geistlichkeit zwar den Schutz durch die Bürger beanspruchte, sich deren Zugriff in puncto Gerichtsbarkeit und Steuerangelegenheiten aber entzog. In Zeiten der Stadtfreiheit waren die Bürger offenbar nicht mehr gewillt, diese Ungleichheit ohne weiteres hinzunehmen. Sie erlaubten sich deshalb Übergriffe auf erzbischöfliche Rechte und Ansprüche und verweigerten den Beitritt zum Landfrieden von 1269.
Diese Gegensätze konnte der Erzbischof nur durch geschickte Diplomatie und erst gegen Ende des Interregnums überwinden. Die anstehende Königswahl nach dem Tod König Richards am 2. April 1272 einte die Bürgerschaft und den Erzbischof endgültig wieder. Unter Führung der Mainzer wurde am 5. Februar 1273 zwischen wetterauischen und mittelrheinischen Städten gar ein Bund geschlossen, dessen Mitglieder nur einen einmütig gewählten König akzeptieren wollten. Erzbischof Werner bestätigte der Bürgerschaft daraufhin am 5. Juni 1273 ausdrücklich die von Siegfried III. verliehenen Rechte. Für künftige Streitigkeiten wurde die Einrichtung eines Schiedsgerichtes beschlossen.

### Vom Ende des Interregnums bis zum Bistumsstreit von 1328
Die neue Einigkeit war indes nur von kurzer Dauer. Schon kurz nach der Königswahl vom 1. Oktober 1273, bei der mit tatkräftiger Unterstützung des Erzbischofs der Habsburger Graf Rudolf zum König gewählt worden war, brachen die alten Streitigkeiten wieder aus. Der König selbst kam daraufhin nach Mainz, um zwischen den Bürgern und dem Erzbischof zu schlichten. Dazu bestätigte er den Mainzern auch ihre früheren Rechte. So konnte er den Streit zwar schlichten, das Verhältnis zwischen dem Erzbischof und der Bürgerschaft blieb jedoch weiterhin gespannt.
Diese Spannungen verhinderten auch den Abschluss zweier neuer Landfriedensübereinkünfte. Erzbischof Werner begann stattdessen eine Fehde gegen rheingauische Gebiete. Erst 1281, als Werner seine Gegner dort bezwungen hatte, konnte auf einem von König Rudolf in Mainz einberufenen Hoftag eine endgültige Sühne vermittelt werden. Am 14. Dezember wurde dort ein neuer Landfrieden beschworen.
Erzbischof Werner von Eppstein hatte zu Lebzeiten immer zu verhindern gewusst, dass der König den Mainzer Bürgern neue Privilegien verlieh, deren Inhalt über bereits einmal verliehene Privilegien hinausging. Doch nach seinem Tod am 2. April 1284 erhielt die Bürgerschaft am 26. Juni 1285 neben dem bereits verbrieften Recht, nicht vor auswärtige Gerichte berufen werden zu können, auch die Befreiung vom königlichen Hofgericht. Klagen gegen Mainzer Bürger konnten von da an nur noch beim König selbst vorgebracht werden.

#### Einflüsse der Reichspolitik auf die Stadt
Neben dem Einfluss, den die Funktion als erzbischöflicher Sitz auf die Geschicke der Stadt ausübte, spielte auch die Reichspolitik eine immer größer werdende Rolle. Die Bürger der Freien Stadt hatten die Macht, selbst in der Reichspolitik mitzumischen, in dem sie Position zwischen dem Kaiser und dem Erzbischof bezogen, wobei sie ihre Unterstützung immer von dem Wohlwollen der jeweiligen Herrscher abhängig machten. Bekämpfte der Kaiser die Kurfürsten an sich oder den Mainzer Erzbischof konkret, dann war es für ihn hilfreich, die Mainzer Bürger auf seiner Seite zu haben. Umgekehrt konnte der Erzbischof gegen den Kaiser nicht ohne die Unterstützung der Bürgerschaft seiner Bischofsstadt bestehen. Sowohl Kaiser als auch Erzbischof musste daher daran gelegen sein, die Bürger der Stadt nicht gegen sich stehen zu haben. Um sich die Unterstützung zu sichern, erneuerten sowohl Kaiser als auch Erzbischof immer wieder die von ihren Vorgängern verliehenen Privilegien. Für die Freie Stadt waren diese Erneuerung existenziell wichtig. Im Gegensatz zu den Reichsstädten, die dem Kaiser unterstellt waren und somit per se einen Schutzherren für ihre Ansprüche hatten, waren die Freien Städte auf die fortwährende Bestätigung ihrer Rechte angewiesen.
Die Bürgerschaft bezog daher immer wieder Stellung in der Reichspolitik. Der Parteinahme für ihren Erzbischof 1244 verdankte sie überhaupt erst ihre Stadtfreiheit. Besondere Bedeutung hatten die reichspolitischen Einflüsse auf die Stadt jedoch von 1295–1328. Während dieser Zeit fanden die Machtkämpfe zwischen Kaiser und dem Kollegium der sieben Kurfürsten ihren vorläufigen Höhepunkt.
Nachdem König Adolf von Nassau auf Betreiben des Mainzer Kurfürsten Gerhard II. von Eppstein abgesetzt worden war, wählte das Kollegium Albrecht I. (1298–1308) zum neuen König. Dies erwies sich als keine gute Wahl, da Albrecht I. alsbald den so genannten Kurfürstenkrieg begann. Zunächst hob er alle seit 1250 eingeführten Zölle auf, was die rheinischen Kurfürsten von Mainz, Trier, Köln und Rhein um einen beträchtlichen Teil ihrer Einnahmen brachte. Zudem brandmarkte er sie als Landfriedensbrecher. Als die Kurfürsten daraufhin gegen ihn zu Felde zogen, besiegte er sie im Zollkrieg von 1300–1302. Eine solche Politik konnte der König nur mit Hilfe der betroffenen rheinischen Städte führen, um deren Unterstützung er warb und die schließlich zu seinen wichtigsten Helfern wurden. 1298 bestätigte er den Mainzern alle königlichen und am 13. Mai 1301 auch die erzbischöflichen Privilegien, was damals höchst ungewöhnlich war.
1306 ernannte der Papst dann den damaligen Basler Bischof Peter von Aspelt zum neuen Mainzer Erzbischof (1306–1320). Schon kurz nach seiner Ernennung bestätigte er die Privilegien der Bürgerschaft. Peter von Aspelt erwies sich bald als ideale Besetzung des Mainzer Erzbischofstuhls, da er dort sein überaus großes politisches Geschick einbringen konnte. Während des Pontifikats Peters war Mainz zentraler Punkt der deutschen Reichspolitik.
Der von Peter 1314 mit Unterstützung der Bürger bei der Wahl als neuer König durchgesetzte Ludwig der Bayer erließ 1317 einen siebenjährigen Landfrieden, der vor allem den Städten die nach Missernten und Hungersnöten dringend notwendigen Lebensmittelhandel sichern sollte. Dieser Landfriede wurde jedoch schon bald wieder brüchig, als es ab 1318 wieder bessere Ernten gab. Das Zollwesen lebte so wieder auf und Ludwig verzichtete bald darauf, dagegen vorzugehen.
Nach dem Tode Peter von Aspelts am 5. Juni 1320 wurde nach einjähriger Sedisvakanz der Benediktinermönch Matthias von Buchegg zum neuen Erzbischof ernannt. Im Gegensatz zu seinem Vorgänger hielt er sich reichspolitisch eher zurück, führte allerdings aber – wie etliche seiner Vorgänger – eine schwere Fehde gegen den hessischen Landgrafen. Dazu musste er sich der Unterstützung der Bürger gewiss sein. Da er diese jedoch zuvor zu Steuern und Zöllen hatte heranziehen wollen, war das Verhältnis denkbar schlecht. Um dies zu ändern, musste er den Bürgern weitergehende Privilegien gewähren. Am 25. Februar und am 11. März 1325 verpflichtete er sich, das Interdikt nicht mehr bei Geldangelegenheiten zu verhängen, Feinden der Stadt außerhalb keinen Schutz mehr zu gewähren und hob die Immunität von Geistlichen in Sachen nächtlicher Ruhestörung auf. Außerdem bestätigte er alle früheren Freiheiten.
Gegen diese fortschreitende Privilegierung protestierte nun wiederum das immer mächtigere Mainzer Domkapitel, das von da an in immer stärkere Opposition zum Bürgertum trat. Für seine Erhebung zum Erzbischof hatte Matthias von Buchegg riesige Summe an den Papst in Avignon abzuführen und war daher in ständiger Geldnot. Um deswegen eine Sondersteuer von der Geistlichkeit erheben zu können, brauchte er die Zustimmung des Domkapitels, dass diesem als Gegenleistung ein Privileg abtrotzte, das im Widerspruch zu den Freiheiten der Bürger stand. Außerdem ließ es sich 1326 vom Erzbischof ein Statut bestätigen, wonach nur Adelige in das Kapitel aufgenommen werden durften. Dadurch vertieften sich die Gräben zwischen dem Kapitel und der Bürgerschaft. In diesen Streitigkeiten nahm der Erzbischof eine zurückhaltende und wankelmütige Haltung ein. Er konnte daher die Verhältnisse in der Stadt nie stabilisieren. Die bis 1462 immer wieder aufbrechenden Konflikte spielten dann auch eine wichtige Rolle beim Niedergang der Freien Stadt.

### Mainzer Bistumsstreit
Die Zeit ab dem so genannten Mainzer Bistumsstreit ist historisch noch nicht abschließend beschrieben. Grund hierfür ist die dürftige Quellenlage, die vor allem durch die Wirren der Mainzer Stiftsfehde verursacht wurde.
Nach dem Tod des Erzbischofs Matthias von Buchegg am 9. September 1328  kam es zu heftigen Auseinandersetzungen um die Nachfolge auf dem wichtigsten Bischofsstuhl im Reich. Verwickelt waren nicht nur der Papst, Kaiser und Domkapitel, sondern auch die Mainzer Bürger. Der Papst hatte Heinrich III. von Virneburg zum neuen Erzbischof ernannt, während sich das Domkapitel für den Trierer Erzbischof Balduin von Luxemburg entschieden hatte. Da keine der beiden Seiten zu einem Einlenken bereit war, bestand ab diesem Zeitpunkt ein Schisma, welches mehrere Jahre andauern sollte. Es teilte Bürgerschaft und Klerus jeweils in zwei Lager. Der Mainzer Stadtrat entschied nach einer Phase der Neutralität 1329 für den päpstlichen Kandidaten. Dies bedeutete aber nicht, dass alle Schichten der Bürgerschaft mit dieser Entscheidung einverstanden waren. Der Stadtrat war wie bereits beschrieben durchweg mit Bürger aus der Oberschicht besetzt. Diese standen dem Domkapitel und seinem Kandidaten ablehnend gegenüber, schon weil das Domkapitel immer wieder versucht hatte, die der Bürgerschaft verliehenen Privilegien zu beschneiden.

#### Verhältnis zwischen Bürgerschaft und Klerus
Der Gegensatz zwischen weiten Teilen der Bürgerschaft und dem Kapitel schlug bald in offene Konfrontation um. Nachdem die Truppen des Trierer Erzbischofs um die Stadt herum in Stellung gegangen waren, wurden seine Anhänger der Stadt verwiesen. Außerdem nutzten die Bürger den Aufmarsch als Vorwand für die Besetzung der um die Stadt gelegenen Stifte, deren Privilegien ihnen ein Dorn im Auge war. Es kam zu Übergriffen auf kirchliche Gebäude und zu Vertreibungen der Geistlichkeit. Daraufhin verfiel die Stadt dem Interdikt; Kaiser Ludwig der Bayer verhängte außerdem die Reichsacht.

#### Erweiterung des Rats
Zwar gelang es dem Rat, eine Sühne auszuhandeln, diese kostete ihn jedoch sehr viel Geld, das von den Bürgern durch Steuern wieder eingetrieben werden musste. Dazu waren Beratungen notwendig, in die der Stadtrat einen 22 Personen umfassenden Ausschuss aus der Gemeinde einbeziehen musste. Dieser bestand nicht aus Vertretern des Patriziats, sondern vor allem aus genossenschaftlichen Verbänden und sonstigen organisierten Teilen der einfachen Bevölkerung. Dieses neue Gremium erreichte schließlich den Status einer Art Nebenregierung, die bei allen wichtigen Entscheidungen des Stadtrates Mitsprache forderte und dieses Recht gegen alle Widerstände des alteingesessenen Bürgertums auch durchsetzte. Nach jahrelangen Auseinandersetzungen kam es 1333 zu einer Übereinkunft, nach der die Ratsbesetzung auf 58 Mitglieder verdoppelt wurde. Die eine Hälfte bildete wie bisher die Oberschicht, die andere Hälfte wurde nun mit Mitgliedern der Zünfte besetzt. Während die Mitglieder der Oberschicht auf Lebenszeit dem Rat angehörten, wurden die Vertreter der Zünfte jährlich neu gewählt, wobei Wiederwahl zulässig war. Eine Einheit bildete der Rat jedoch auch nach diesem Kompromiss nicht.

#### Ende des Schismas
Überwunden werden konnte das Schisma, das den Mainzer Bistumsstreit bestimmt hatte, erst 1337, nachdem Balduin von Luxemburg auf den Mainzer Erzstuhl verzichtete. Diese Resignation seines Kandidaten war nicht zum Schaden des Mainzer Domkapitels, das nun von Heinrich von Virneburg per Wahlkapitulation weitreichende Privilegien für seine Unterstützung fordern konnte. Das wichtigste dieser Privilegien war, dass dem Domkapitel von diesem Zeitpunkt an die Ernennung des Stadtkämmerers zukam. Der Stadtkämmerer war damals das wichtigste Amt der Stadt und von nun an bis zum Untergang der kurfürstlichen Stadtherrlichkeit 1799 immer ein Domkapitular. Des Weiteren erreichte das Kapitel, dass die Bürger nur diejenigen Privilegien genießen durften, die einst mit seiner Zustimmung gewährt worden waren. Auf diese Weise stärkten die Kapitulare ihren Einfluss auf die Stadtherrschaft. Die städtischen Bemühungen um eine Ausweitung seiner Autonomie waren jedoch von diesem Moment an entscheidend behindert.

### Ende der Freiheitsprivilegien
Der Weg hin zum Ende der Stadtfreiheit stellt eine schleichende Entwicklung dar, für die mehrere Faktoren verantwortlich waren. Entscheidend war nicht zuletzt, dass sich die Bürgerschaft nie endgültig gegen die Geistlichkeit angeführt durch den Erzbischof durchsetzen konnte. Vor allem das Mainzer Domkapitel betrachtete die Entwicklung einer fortschreitenden Autonomie der Bürger durch verliehene Privilegien mit Ablehnung und versuchte die Freiheitsbestrebungen der Bürger immer wieder zu hintertreiben, während die Bürgerschaft sich gezwungen sah, die ihnen verliehenen Freiheiten ständig und aggressiv zu verteidigen.
Dazu kamen – nach einer langen Phase der Stabilität – zu Beginn des 15. Jahrhunderts zunehmend wieder innere Spannungen zwischen Bürgern und Stadtrat, vor allem zwischen den Zünften und ihren Ratsvertretern auf. Die genaue Beurteilung der einzelnen Gruppen, insbesondere der Patrizierfamilien ist jedoch nach dem jetzigen Stand der Forschung nicht möglich. Lediglich Familiengeschichten wie der Johannes Gutenbergs (Johannes Gensfleisch zur Lade) sind genauer erforscht.
Fest steht, dass es nach einem nicht genauer bekannten Vorspiel Anfang 1411 zu einem Konflikt kam, bei dem einige Angehörige der Zünfte in Opposition zu ihren eigenen Ratsvertretern traten, von denen sie sich nicht angemessen vertreten sahen. Offenbar hatte deren Ratsherrschaft oligarchische Züge angenommen. Die Opposition bildete wie schon im 14. Jahrhundert einen Ausschuss aus 18 Mitgliedern, der Kontrolle und Mitsprache über die städtische Haushaltsführung beanspruchte. Trotz mehrerer Zugeständnisse wie dem Informations- und Mitbestimmungsrecht der Zünfte an den 18er-Ausschuss schwelte der Konflikt bis zur Einigung August 1411 weiter. Diese Einigung verschaffte den Zünften einen größeren Spielraum für Forderungen gegenüber den Patriziern im Stadtrat, den die Zünfte in der Folgezeit auch des Öfteren geltend machten. Häufiger kam es vor, dass Patrizierfamilien deshalb die Stadt verließen und nach Frankfurt oder Worms umzogen.
Die durch die Uneinigkeit zwischen Stadtrat und Zünften herbeigeführte Lähmung der Verwaltungsaufgaben sowie zunehmende wirtschaftliche Probleme führten zu zunehmenden Defiziten in der Stadtkasse, weswegen ein 10-köpfiger Ausschuss der Zünfte 1428/29 für zehn Jahre die Verfügungsgewalt über die Finanzen verlangte. Der Ausschuss einigte sich auf Steuererhöhungen, worüber mit dem Rat unter Vermittlung auch auswärtiger Bürger (die zum Großteil Gläubiger der Stadt waren) monatelang verhandelt wurde. Schließlich löste sich der Rat auf und wurde durch einen 35-köpfigen neuen Rat ersetzt, bei dem die Unterscheidungen zwischen Patriziern und Zünften aufgehoben war. Nun entstammten nur noch sieben Ratsvertreter dem Patriziat, die aber weiterhin einflussreiche Posten innehatten.
Doch schon ein Jahr später, am 28. März 1430, wurde die Ratsverfassung erneut geändert. Nach der Modifikation sollten dem Rat nun 36 Mitglieder angehören, zudem blieben dem Patriziat die alten Privilegien erhalten. Die drückenden Finanzprobleme waren durch diese Modifikationen in der Organisation des Rates natürlich nicht gelöst. 1435 scheiterte mit der Pfaffenrachtung endgültig die Beteiligung der Geistlichkeit an den städtischen Aufgaben. Trotz der immer schwierigeren Finanzlage kaufte die Stadt 1436 den strategisch wichtigen Ort Vilzbach, was weitere Löcher in die Stadtkasse riss. Finanziert wurden Schulden und Zinstilgung vor allem mit neuen Krediten aus Frankfurt, Worms und Speyer. 1437 legten Abgesandte dieser Städte im Auftrag des Mainzer Stadtrats ein Gutachten über die Finanzlage vor, der das Desaster deutlich machte. Das Patriziat sah nun seine Chance gekommen, die unliebsamen Modifikationen der Ratsverfassung von 1429/30 rückgängig machen zu können. Nach langen Verhandlungen einigte man sich auf eine neue Ratsverfassung, die einen 28-köpfigen Rat vorsah, der zur Hälfte aus Patriziern bestand.
Auch dieser Rat konnte die Stadt jedoch nur mit neuen Krediten aus Frankfurt über Wasser halten. 1444 war die Lage so katastrophal geworden, dass der Rat sich gezwungen sah, die Finanzprobleme auf breiterer Basis zu diskutieren. Die alten Gegner des Patriziats sahen ihre Chance gekommen, den Einfluss der Geschlechter wieder zurückzudrängen. Sie warfen ihnen schwerwiegende Versäumnisse in der Finanzpolitik vor. Die wiederum als Schlichter beteiligten Abgesandten der Städte Frankfurt, Worms und Speyer waren jedoch wegen ihrer immensen Forderungen gegenüber Stadt und Bürgern an einer raschen Beilegung des Streits interessiert. Sie unterstützten daher schließlich die Rücktrittsforderung gegenüber dem Stadtrat. Der Rat dankte ab und wurde durch einen 29-köpfigen neuen Rat ersetzt, in dem keine Vertreter des Patriziats mehr saßen. Etliche von ihnen zogen in der Folge nach Frankfurt um.
Die Finanzprobleme erwiesen sich jedoch als unlösbar. Schließlich bot man der Stadt Frankfurt für ein Darlehen von 60.000 Gulden ganz Mainz zum Pfand an. Eine kraftvolle Rolle bei kommenden Ereignissen konnte die Bürgerschaft nicht mehr einnehmen.

#### Mainzer Stiftsfehde
Das endgültige Ende der Stadtfreiheit wurde dann durch die so genannte Mainzer Stiftsfehde besiegelt. Diese Auseinandersetzung zwischen dem erwählten, aber vom Papst nicht bestätigten Erzbischof Diether von Isenburg und Adolf II. von Nassau, der seinerseits Ansprüche auf den Mainzer Erzbischofsthron durchsetzen wollte, begann 1461 und endete am 28. Oktober 1462. In den Morgenstunden dieses Tages kletterten im Schutze der ausgehenden Nacht 500 Soldaten Adolfs II. in der Nähe des Gautores über die Stadtmauer. Die Bürger, die zuvor für Diether von Isenburg Partei ergriffen hatten, hatten gerade diesen Punkt der Stadtmauer wegen ihrer vermeintlichen Unüberwindlichkeit vernachlässigt. Möglich ist aber auch, dass einige Mainzer Bürger den Invasoren zur Hilfe gekommen waren. Jedenfalls war Adolf II. laut einer Mainzer Chronik von 1600 über die Verhältnisse und Ereignisse in der Stadt erstaunlich gut informiert. Nach dem Eindringen der Armee Adolfs und seiner Verbündeten erfolgte eine mehrstündige Straßenschlacht, die für Adolf II. siegreich endete. Er befahl daher dem Stadtrat und allen männlichen Bürgern, am 30. Oktober 1462 auf dem Dietmarkt – dem heutigen Schillerplatz – zu erscheinen. Doch anstatt die männlichen Bürger, wie von diesen erwartet, den Treueid schwören zu lassen, wies Adolf II. sie fast alle aus der Stadt aus. Außerdem ließ er sich alle Privilegien der Bürgerschaft aushändigen, die von da an aufgehoben waren.

### Nach dem Ende der „Freien Stadt“
Der Verlust der Freiheitsprivilegien degradierte Mainz zu einer reinen „Pfaffenstadt“, in der von nun an allein der Erzbischof das Sagen hatte. Ins Erzstift eingegliedert, verlor sie an Bedeutung und die Bürger an politischem Einfluss. Zudem demütigte der neue Erzbischof Adolf II. von Nassau die Bürger auch über den Tag ihrer Niederlage hinaus. 1463 kam es erneut zu einer Ausweisung von fast 400 Bürgern und bis 1469 lebten die verbliebenen Bürger faktisch ohne jede Rechte in der Stadt. Ziel des Erzbischofs war die Zerschlagung des alten selbstbewussten Bürgertums, was ihm auch gelang. So konnte er ab 1468 wieder rechtliche Garantien zulassen. Die Zünfte wurden nun als „Ordnungen“ tituliert, denen keinerlei politische Betätigung erlaubt war. Den weiter existierenden, aber ihrer Unabhängigkeit beraubten kommunalen Gremien sagte er Schutz vor Repressalien zu. Ein Selbstbestimmungsrecht stand den Bürgern aber nicht mehr zu. Geltung hatten diese Privilegien jedoch nur für Bürger, die dem Erzbischof und – dem Mainzer Domkapitel gehuldigt hatten. Das Domkapitel erhielt so eine große Macht über die Stadt, die in den Entwicklungen nach dem Tode des Erzbischofs 1475 ihren Gipfel erreichte. Es wählte nämlich wiederum Diether von Isenburg zum Erzbischof, der ihm zum Dank die Herrschaft über die Stadt überlassen musste. Als die Bürger jedoch bemerkten, dass sie der Erzbischof, den sie zu Zeiten der Stiftsfehde unterstützt hatten, im Stich ließ, kam es im August 1476 zu einem Aufstand, dessen Ziel die Wiederherstellung der Stadtfreiheit war. Dieses Unterfangen scheiterte jedoch am Widerstand des Erzbischofs, beendete aber zumindest die kurze Phase alleiniger Stadtherrschaft des Domkapitels. Zehn Jahre später, am 2. Mai 1486 bestätigte König Maximilian I. in einer Urkunde, dass die Stadt Mainz von nun an als kurfürstliche Landstadt dem Mainzer Erzbischof unterstehen sollte. So blieb es bis zum Ende des Heiligen Römischen Reiches 1806.

## Aspekte

### Geistliches Zentrum
Obgleich die Stadt Mainz ab 1244 durch das von Erzbischof Siegfried III. verliehene Privileg eine Freie Stadt geworden war, blieb sie weiter eine kirchliche Metropole und Zentrum der geistlichen Jurisdiktionsgewalt des Erzbischofs. Weiterhin fanden hier Diözesan- und Provinzialsynoden statt, mit denen der Erzbischof die Erzdiözese leitete und die Organisation der größten Kirchenprovinz jenseits der Alpen koordinierte.
In diesem Sinne ein Brennpunkt der kirchlichen Geschehens, stieg die Zahl von geistlichen Niederlassungen in der Stadt vor allem im 13. und 14. Jahrhundert stark an. Schließlich waren fast alle Ausprägungen des hochmittelalterlichen Ordenslebens einschließlich der Ritterorden in der Stadt ansässig.
Die Klöster mit ihren Bibliotheken und Schulen brachten der Stadt eine reiche geistliche Kultur ein, die es für auswärtige Künstler interessant machte, nach Mainz zu kommen. So ließ sich ab 1312 zum Beispiel mit Heinrich von Meißen genannt Frauenlob einer der bedeutendsten Minnesänger in der Stadt nieder.
Für diese Kultur und Schulbildung waren auch die zahlreichen Pfarreien, Stifte der Stadt und insbesondere die Schule am Dom verantwortlich. Das Amt des Scholasters war dort neben dem des Kantors, des Kustos, des Dekans und des Propstes das wichtigste Amt innerhalb des Domkapitels. Mehrere Erzbischöfe von Mainz waren zuvor Scholaster gewesen. Während der Zeit als Freie Stadt und auch in den nachfolgenden Jahrhunderts gab es ob dieses breiten Angebots keine weltliche Schule in Mainz. Die Ausbildung war durchweg in geistlicher Hand.
Daneben waren die Pfarreien und Stifte auch für die Seelsorge zuständig. Jede der zunächst fünf Pfarreien (St. Quintin, St. Emmeran, Udenmünster, St. Ignaz und St. Christoph), die Dompfarrei (mit ihren benachbarten Stiften Liebfrauen, St. Johann und St. Moritz), die übrigen Stifte (St. Stephan und St. Peter) sowie einige Klöster, die ebenfalls Pfarrbezirke unterhielten, hatte einen eigenständigen und immunen Bereich (Muntat) bzw. gehörte einem solchen Bereich an. Auf diese Weise war ein nicht unerheblicher Teil des Grundes der Stadt in kirchlichem Besitz und dadurch der Einflussnahme der Bürger vollständig entzogen. Derartige Privilegien führten häufig zu starken Spannungen mit der Geistlichkeit mit dem Erzbischof an der Spitze.

### Jurisdiktion und Verwaltung

#### Geistliche Gerichtsbarkeit
Die Richter der damaligen Zeit sprachen nicht nur Recht, sondern übten zugleich auch Verwaltungsaufgaben aus, was sie von dem heutigen Richterbegriff unterscheidet.
Die untere Ebene der geistlichen Gerichtsbarkeit wurde durch den Archipresbyter (Vorläufer des heutigen „Dekan“) der Stadt ausgeübt. Er entschied über Eherechtsstreitigkeiten, kirchliche und sittliche Vergehen, aber auch über das Testamentsrecht und andere heute zum Privatrecht zählende Rechtsgebiete. Adlige und Ministeriale sowie andere bestimmte Gruppen waren seinem Zugriff jedoch entzogen.
Das oberste Geistliche Gericht der Stadt und der Diözese bildeten zwei vom Erzbischof ernannte Richter, denen eine Kanzlei zur Unterstützung zugeordnet war und die wie auch der Archipresbyter immer aus dem Domkapitel stammten. Diese Richter waren für alle dem Kirchenrecht unterliegenden Personen zuständig und fungierten zudem als Berufungsinstanz für die geistlichen Gerichte der Suffraganbistümer. Zur Zeit der Freien Stadt hatte die Kirchenprovinz Mainz 14 Suffraganbistümer, zu denen (bis 1344) auch Prag gehörte. Die Richter des obersten Gerichts besaßen demnach eine außerordentliche Machtfülle. Unterstellt waren sie nur Papst und Erzbischof.

#### Weltliche Gerichtsbarkeit

##### Erzbischöfliches Weltliches Gericht
Dass die erzbischöfliche Stadtherrschaft nach dem Freiheitsprivileg von 1244 nicht völlig untergegangen war, lässt sich am besten am Beispiel der weltlichen Gerichtsbarkeit ablesen. Dieses stadtherrliche Gericht, das das alte Burggrafengericht abgelöst hatte, hieß seit dem Ende des 13. Jahrhunderts „Weltliches Gericht“. Besetzt war es mit dem Kämmerer, der den Vorsitz innehatte, dem Schultheiß als Vertreter des Kämmerers sowie vier Richtern. Sie alle waren Amtleute, die mit der Rechtsprechung (Richter), z. T. auch der Verwaltung (Walpode, Münzmeister, Zöllner und Marktmeister) oder beidem (wie im Fall des Kämmerers und des Schultheißen) betraut waren und weiterhin vom Erzbischof ernannt wurden, als dessen Ministeriale sie fungierten. Der Kämmerer, der das oberste Stadtamt innehatte, war seit 1355 bis zum Ende des Kurfürstentums in der Stadt immer ein Domkapitular.
Dieses erzbischöfliche Weltliche Gericht tagte in der erzbischöflichen Pfalz (dem heutigen „Höfchen“). Von ihrer Gerichtsbarkeit ausgenommen waren Geistliche, deren Bedienstete und Begünstigte erzbischöflicher Amts- oder sonstiger Ministerialenlehen. Diese hatten einen eigenen Gerichtsstand vor dem Erzbischof oder dessen Beauftragten. Die Befreiung der Geistlichkeit vom Weltlichen Gericht galt als Privileg, um das sich immer wieder Konflikte zwischen Bürgern und Klerikern entzündeten.
Das Gericht entschied neben den Strafsachen, dem Blutbann (zu dem es das alleinige Recht hatte) auch in Zivilrechtsstreitigkeiten wie Kauf, Tausch, Schenkung, testamentarische Übereignung usw.
Neben dem Gericht besaßen die erzbischöflichen Amtleute ebenfalls vielfältige Aufsichts- und Gerichtsfunktionen, wie zum Beispiel die Überwachung des Warenverkehrs, Aufsicht über die Eichung und Nahrungsmittelkontrollen.

##### Jurisdiktionsgewalt der Bürgermeister
Die Jurisdiktion des Stadtrates leitete sich aus der starken Stellung der Bürgermeister nach der Reform des Stadtrates ab. Grundlage für das Einschreiten der Bürgermeister als Polizeigewalt war vor allem das im Jahr 1300 aufgezeichnete Friedgebot, welches in den Jahren 1317, 1335, 1352, 1437 jeweils neu gefasst oder überarbeitet wurde. Das Friedgebot musste von allen Bürgern beschworen werden, die so eine Eidgenossenschaft bildeten. Es verbot das Tragen von Waffen, Zusammenrottungen, Kollaboration mit auswärtigen Feinden der Stadt, Halten einer bewaffneten Privattruppe sowie Totschlag, Verwundung, Aufsässigkeit und handgreifliche oder mündliche Streitereien (z. B. Beleidigungen) in der Öffentlichkeit. Gegen jeden Verstoß gegen das Friedgebot konnten die Bürgermeister einschreiten und durch gerichtsähnliche Sitzung unter Mitwirkung von vier Stadtschöffen den Schuldigen aburteilen. Da Todesstrafe und schwere Körperstrafen als Blutstrafen dem Weltlichen Gericht zustanden, wurden meist Geldstrafen verhängt.
Zwischen dem weltlichen Gericht und der Jurisdiktion des Stadtrats kam es häufig zu schweren Kompetenzstreitigkeiten. Zunächst konnte der Rat mehrere Erfolge für sich verbuchen: 1366 wurde das Bürgermeistergericht von Erzbischof Gerlach von Nassau formell anerkannt, 1378 erhielt die Stadt von Kaiser Karl IV. ein Privileg, mit dessen Hilfe die Zuständigkeiten im Gerichts- und Steuerwesen deutlich ausgebaut werden konnten. Von dessen Nachfolger, König Wenzel, erwirkten Erzbischof und Geistlichkeit jedoch ebenfalls ein Privileg, nach dem ihre Rechte durch die Stadtprivilegien nicht angetastet werden durften. Beide Seiten stritten sich in der Folge um Kompetenzen, indem sie jeweils die ihnen verliehenen Privilegien ins Feld führen konnten. Die Geistlichkeit, die sich ja über die verschiedenen Stifte verteilte, bildete dabei oft so genannte Unionen, um besser gegen die Bürger bestehen zu können. Eine Ausnahme bildeten nur die Bettelorden, die eher auf Seiten der Bürgerschaft standen und diesen – wie im Fall des Interdikts von 1382 – helfend beistanden. Fast allen Konflikten lagen mehr oder weniger Steuerfragen zu Grunde, also die Frage, wem welches Geld zustand.
Die Konflikte endeten erst 1435 mit der so genannten Pfaffenrachtung, in der das Verhältnis zwischen Stadt und Geistlichkeit grundlegend geregelt wurde. Die Stadt musste in wesentlichen Punkten nachgeben. Trotz der später schlimmer werdenden Finanznot der Stadt ließ sich die Geistlichkeit nicht mehr zu einem neuen Kompromiss bewegen, bis die Jurisdiktionfrage nach dem Ende der Stadtfreiheit 1462 hinfällig wurde.

#### Stadtrat: Kommunales Verwaltungsorgan
Neben dem Geistlichen und Weltlichen Gericht, gewissermaßen der staatlichen Sphäre, die weiterhin vom Erzbischof dominiert wurde, kam der Stadtrat, der von diesem generell unabhängig war und das kommunale Element der Verwaltung darstellte. Schon in den 1290er Jahren führten die Bemühungen um immer weitergehende Unabhängigkeit von den erzbischöflichen Amtleuten zur Schaffung eines Bürgermeisteramtes. Im Laufe der Zeit gab es vier Bürgermeister, die weitgehende Befugnisse besaßen. Ihnen oblag neben den bereits beschriebenen polizeilichen und gerichtlichen Aufgaben die politische Vertretung der Stadt nach außen, das militärische Oberkommando über das Bürgeraufgebot, die Erhebung einer bürgerlichen Vermögenssteuer (Schatzung), die Sorge für die Sauberkeit der Straßen und die Aufsicht über das Bauwesen. Die Zuständigkeiten des Stadtrats erstreckten sich somit auf Gebiete, die zu einem größeren Teil noch heute Teil der kommunalen Selbstverwaltung sind. Zu Verhinderung eines Ämtermissbrauchs wurden die einzelnen Positionen kollegialisch besetzt und jährlich neu besetzt.
Durch ihre starke Stellung gelang es den Bürgermeistern, die einst mächtig gewesenen erzbischöflichen Amtleute, die auch im Rat vertreten waren, in den Hintergrund zu drängen. Ab 1332 wurde ein Nachrücken von Amtleuten auf die Positionen ihrer verstorbenen Vorgänger dann ganz ausgeschlossen. Jedoch gelang es den Bürgermeistern in Mainz im Gegensatz zu anderen Freien Städten niemals, die Organe aus der Herrschaftssphäre des Erzbischofs vollständig durch kommunale Gewalten zu ersetzen. Ein Teil der Gewalt blieb immer bei Erzbischof und seinen Ministerialen, bis er nach 1462 wieder die volle Gewalt übernahm.

### Wirtschaft und Handel

#### Entwicklung in den ersten 100 Jahren der Stadtfreiheit
Von entscheidender Wichtigkeit für die Stadtentwicklung und die Bedeutung der Zeit als Freier Stadt innerhalb der Stadtgeschichte ist der starke wirtschaftliche Aufschwung, der zu dieser Zeit eingesetzt hatte. Dieser Aufschwung förderte das Entstehen von Profanbauten im neuen Stil der Gotik, machte die Kirchen durch Spenden reich und bewirkte ein starkes Bevölkerungswachstum. Um 1300 hatte die Stadt 24.000 Einwohner – mehr als doppelt so viele wie 1180.
Der Aufschwung begünstigte vor allem das Patriziat, die geschlechteraristokratische Oberschicht der Stadt. Diese erwarb sich reichen Grundbesitz innerhalb und im Umland der Stadt, bisweilen sogar in anderen Städten. Heiratsverbindungen, Erbfälle oder wirtschaftlicher Erfolg machten ein Aufsteigen in diese Führungsschicht auch für Leute aus unteren Schichten möglich. Erst im 14. Jahrhundert, als sich die Gesellschaftsstrukturen durch Zunftwesen und zunehmende Aristokratie zementierten war ein Aufstieg auch durch Anhäufung von Reichtümern nicht mehr ohne weiteres zu erreichen.
Wichtigste Handelsgüter waren auf der Seite des Exports der Wein (→Weinbau in Mainz), Getreide aus dem Mainzer Hinterland und die Tuchwaren. Der Export spielte jedoch nur eine untergeordnete Rolle beim Handel. Aufgrund ihres gewachsenen Reichtums ihrer Bürger war Mainz eine Stadt des Konsums und nicht der Produktion geworden. Der Import von Luxusgütern aller Art war daher ungleich wichtiger für die Mainzer Märkte. An diesem Import verdienten wiederum die Kaufleute des Fernhandels, die in Mainz ansässig waren. Dabei wurden Geschäfte mit niederländischen Tuchfabrikanten, den Messeorten Flanderns, Brabants und der Champagne sowie den Städten Köln, Paris und Venedig gemacht. Weitaus bedeutender als diese Geschäfte im Fernhandel war jedoch der Handel, den die Mainzer Kaufleute ganz in der Nähe, nämlich auf der Frankfurter Messe betrieben. Diese Messe gab ihnen die Möglichkeit, die meisten nachgefragten Waren direkt in der Nachbarschaft kaufen zu können.
Eine weitere Möglichkeit der Versorgung mit Waren war die Ausnutzung des Waren-Transitverkehrs durch die so genannte Stapelgewohnheit, welche als Stapelrecht durch den Kaiser gewährt werden konnte. Die Stapelgewohnheit bedeutete, dass Schiffer, die wegen der Zollentrichtung im Mainzer Hafen anlegen mussten, ihre Waren drei Tage lang den Bürgern zum Kauf anzubieten hatten. Für diesen Handel wurde das um 1311 erstmals erwähnte Kaufhaus „Am Brand“ errichtet, das es nach Teilabriss im 19. Jahrhundert und völliger Zerstörung im Zweiten Weltkrieg auch heute noch als nunmehr modernen Gebäudekomplex gibt.

#### Entwicklung bis zum Ende der Stadtfreiheit 1462
Der wirtschaftliche Aufschwung sowie das Stapelrecht und der Reichtum der Bürger machten Mainz zu dieser Zeit zusammen mit Köln zu einem der bedeutendsten Handelsplätze im Heiligen Römischen Reich. Wie in der Politik, so setzte jedoch in der zweiten Hälfte des 14. Jahrhunderts auch in der Wirtschaft ein zunächst langsamer Niedergang ein.
In der ersten Hälfte dieses Jahrhunderts war davon noch nichts zu spüren gewesen. 58 Korporationen der Zünfte und Handwerke gab es in der Stadt. Gewerbe waren vor allem Schifffahrt, Transport, Wein- und Ackerbau, Metallgewerbe, Tuchgewerbe, Leder- und Kürschnerhandwerk, Fischer, Steinmetze und Dachdecker.
Doch mit der Veränderung der Warenwege ab den 1320er Jahren und dem Erstarken der Stadt Frankfurt am Main und dem dortigen Messewesen (von dem Mainz wegen der Zwischenlagerfunktion sogar zunächst noch hatte profitieren können) waren schon damals die Vorzeichen auf schlechtere wirtschaftliche Zeiten gesetzt.
Im Kern kann trotzdem nicht von einer bestimmten Ursache gesprochen werden, die schließlich den Niedergang der Freien Stadt als Wirtschaftsstandort einleitete. Vielmehr handelt es sich um ein Zusammenspiel mehrere Faktoren. Zum einen die riesigen Entschädigungszahlungen nach dem Bistumsstreit von 1328, die Seuchen der 1360er Jahre, die die Bevölkerung dezimierten, die Auseinandersetzungen zwischen dem Stadtrat und den Zünften. Immer häufiger mussten Einnahmen über Kredite erzielt werden, was die Stadt zusätzlich von Gläubigern abhängig machte. Der Versuch, die Finanzkrise durch stärkere Inanspruchnahme der reichen Familien beizulegen beschleunigte nur deren Abwanderung aus der Stadt, meist ins benachbarte Frankfurt.
Für die Schulden der Stadt wurden auswärts aber die Bürger haftbar gemacht. Dies bedeutete, dass Mainzer Kaufleuten auf Messen die Beschlagnahme ihrer Güter zur Deckung von Verbindlichkeiten der Stadt drohte. Dies behinderte den Handel immer mehr, was wiederum die Finanzen der Stadt noch stärker belastete. Schließlich mussten 3/4 der Stadteinnahmen für Zinsen aufgebraucht werden. 1437 und 1444 war die Stadt deshalb zahlungsunfähig.
Die Stadt hatte 1444 bei den Bürgern fast aller größeren Städte im Umkreis Schulden gemacht, besonders in der Messestadt Frankfurt, wo nun viele ehemalige Mainzer Bürger wohnten. Durch die Eroberung der Stadt 1462 gingen alle diese Außenstände verloren. Das Ende der Freien Stadt war somit auch für die Städte um sie herum ein schwerer Schlag.

### Einwohnerentwicklung
Auch die übrigen Aspekte verliefen ähnlich wie die politischen, historischen und wirtschaftlichen Entwicklungen. Erfolgte in den Jahren ab 1244 ein kontinuierlicher Aufstieg, so setzte im 14. Jahrhundert meist ein Niedergang ein. So zählte die Stadt zu Beginn des 14. Jahrhunderts mit über 20.000 Einwohnern zu den wenigen Großstädten am Rhein. Hier setzte durch das Aufkommen der Pest in Europa ab der zweiten Hälfte des 14. Jahrhunderts ein dramatischer Rückgang ein, der auch durch Zuwanderung im beginnenden 15. Jahrhundert nicht wieder ausgeglichen werden konnte. So war die Stadt 1463 nach den Wirren der Mainzer Stiftsfehde nur noch eine Mittelstadt, während einige Quellen sogar nur noch von knapp 6000 Einwohnern ausgehen. (→ siehe Hauptartikel: Einwohnerentwicklung von Mainz)